# Loki potok s pritoki
Loki potok s pritoki este o arie protejată (arie specială de conservare — SAC, sit de importanță comunitară — SCI) din Slovenia întinsă pe o suprafață de 9,71 ha, integral pe uscat.

## Localizare
Centrul sitului Loki potok s pritoki este situat la coordonatele 46°06′25″N 14°49′13″E / 46.107°N 14.8204°E.

## Înființare
Situl Loki potok s pritoki a fost declarat sit de importanță comunitară în aprilie 2013 pentru a proteja 1 specie de animale. Situl a fost protejat și ca arie specială de conservare în aprilie 2015.

## Biodiversitate
Situată în ecoregiunea continentală, aria protejată nu include niciun habitat protejat.
La baza desemnării sitului se află o specie protejată de  nevertebrate: Austropotamobius torrentium.